# 519419 Guyewang
519419 Guyewang este o planetă minoră (asteroid) din centura de asteroizi. A fost descoperită pe 25 octombrie 2011 la Xuyi County⁠(d) de . 
Obiectul prezintă o orbită caracterizată de o semiaxă mare de 2,6872491837588 UAi, o excentricitate de 0,14946629939696, o înclinație de 8,6690984908462 ° în raport cu ecliptica.